# 마이크로소프트 메신저 서비스
메신저(Messenger, 이전 이름: MSN 메신저 서비스, .NET 메신저 서비스 및 윈도 라이브 메신저)는 1999년 마이크로소프트에 의해 MSN 메신저라는 이름으로 개발되었으며 오늘날 윈도우 8, 윈도우 라이브 메신저, 맥 전용 마이크로소프트 메신저, Outlook.com, 그리고 엑스박스 라이브 등을 총칭하는 인스턴트 메시지 클라이언트를 말한다. 서드파티 클라이언트 또한 이 서비스에 연결되어 있으며 등록된 인스턴트 메시지 프로토콜인 마이크로소프트 알림 프로토콜을 사용한다. 이 메신저 서비스를 통해 마이크로소프트 계정에 가입하면 서비스에 접속해 있는 다른 사람들과 실시간으로 의사 소통을 할 수 있다. 2013년 초, 마이크로소프트는 메신저 서비스를 종료하며 현존해 있는 메신저 계정들을 스카이프 계정과 통합시키거나 새로 만들 것을 발표했다.

## 인용
1. ↑  “Microsoft Launches MSN Messenger Service”. 2008년 12월 6일에 원본 문서에서 보존된 문서. 2013년 1월 14일에 확인함.
2. ↑  Microsoft Help and Support: Important changes to Windows Live Messenger
3. ↑  “보관된 사본”. 2012년 11월 8일에 원본 문서에서 보존된 문서. 2011년 11월 6일에 확인함.